# سوسوندواه

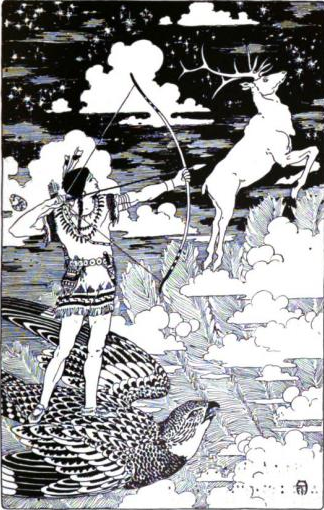
تصویرگری سوسوندواه توسط فردریک ریچاردسون در کتاب پری سرخ سرخ (فرانسیس جنکینز اولکات)

سوسوندواه قهرمان اسطوره ای ایروکوایی، شکارچی بزرگی بود که به دلیل تعقیب یک گوزن ماوراء الطبیعه به نام اوجه آ نه دو (Oh-je-a-neh-doh) در میان سرخپوستان شهرت داشته است. سوسوندواه توسط داون، الهه ای که به او به عنوان نگهبان نیاز داشت، اسیر شد. سوسوندواه عاشق گندنویتها (Gendenwitha "کسی که روز را به ارمغان می‌آورد") شد. او سعی کرد وی را با آواز خواندن در بهار به عنوان یک کبود مرغ، در تابستان به عنوان یک مرغ سیاه و در پاییز به عنوان یک باز، جذب خود کند. داون او را به تیرک در خانه اش بست و سپس گندنویتها را به ستاره صبح تبدیل کرد تا بتواند تمام شب او را تماشا کند اما هرگز با او نباشد.